# Somoskőújfalu
Somoskőújfalu – wieś i gmina w północnej części Węgier, w pobliżu miasta Salgótarján. Gmina liczy 2186 mieszkańców (styczeń 2011) i zajmuje obszar 2,33 km².

## Położenie
Miejscowość leży na obszarze Średniogórza Północnowęgierskiego, w pobliżu granicy ze Słowacją. Administracyjnie należy do powiatu Salgótarján, wchodzącego w skład komitatu Nógrád.

## Wiek XX
W latach 1920–1924 wieś należała do Czechosłowacji pod nazwą Šomošová Nová Ves. Ponieważ traktat w Trianon (1920) nie określił dokładnie przebiegu granicy w okolicach miasta Salgótarján, spór w komisji delimitacyjnej rozstrzygnęła dopiero Rada Ligi Narodów w kwietniu roku 1923, przyznając wieś Węgrom. Ponownie w granicach Węgier znalazła się w lutym 1924.